# Robert Balchin, Baron Lingfield
Robert Balchin, Baron Lingfield (* 31. Juli 1942 in Dulverton, Somerset) ist ein britischer Erziehungswissenschaftler und Life Peer im House of Lords. 
Balchin ist Prokanzler an der Brunel University und Vorsitzender der ARNI-Stiftungen. Er ist des Weiteren Vorsitzender der League of Mercy und Deputy Lieutenant von Greater London. Zuvor war er von 1984 bis 1990 Generaldirektor von St. John Ambulance. Von 1989 bis 1999 war er im Vorstand des Grant-Maintained Schools Centre und ab 1995 Vorstand von Management Education. Er hat viele Artikel zu erziehungswissenschaftlichen und politischen Themen geschrieben.
Seit 1984 ist er als Knight of Justice Mitglied des Order of Saint John und erhielt 1984 den Verdienstorden Pro Merito Melitensi. 1993 wurde er zum Ritter (Knight Bachelor) geschlagen. Von 2006 bis 2012 war er als Knight Principal Vorstand der Versammlung der Imperial Society of Knights Bachelor und seit 2004 Ehrencolonel des Army Cadet Force für Humberside und South Yorkshire. Er ist Freeman of the City of London und Liveryman der Worshipful Companies of Goldsmiths und der Broderers.
Balchin wurde am 17. Dezember 2010 als Baron Lingfield, of Lingfield in the County of Surrey, zum Life Peer erhoben. Den damit verbundenen Sitz im House of Lords hat er auf Seiten der Conservative Party inne. Seine Schulinitiative wurde vom stellvertretenden Chefredakteur des The Daily Telegraph Benedict Brogan als Revolution des Schulwesens gelobt.
Lord Lingfield spricht im Parlament überwiegend zu Erziehungsthemen.